# Gamla Djursholm

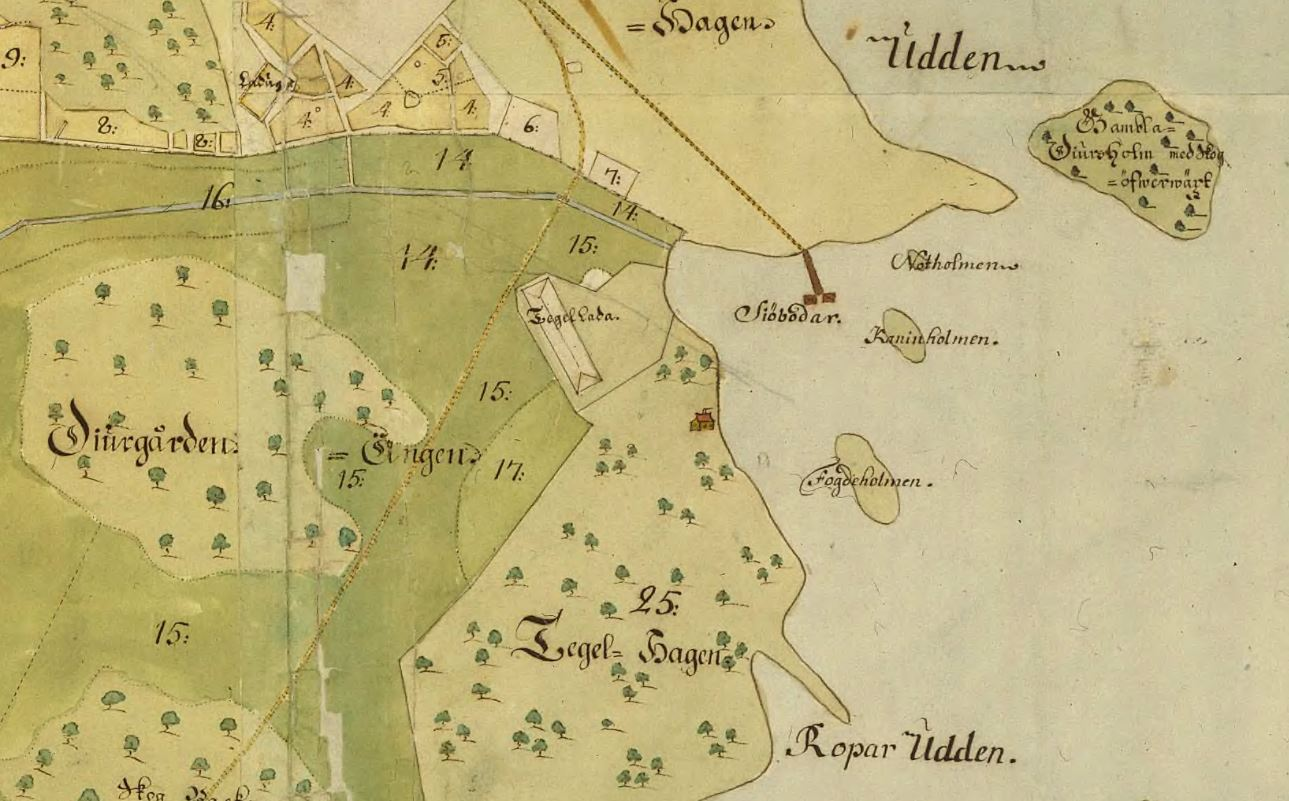
Gamla Djursholm på en karta från 1719.

Gamla Djursholm är en halvö belägen i Djursholm i Danderyds kommun. Halvön, som är den södra udden i Germaniaviken, var tidigare en självständig ö och den ursprungliga platsen för godset Djursholm. Den stora tegelvillan på fastigheten "Gamla Djursholm 1" är ritad av arkitekt Carl Westman. Byggnaden har av Danderyds kommun klassats som "omistlig".

## Historik
På ön fanns en befäst anläggning, som troligen tidigast anlades under 1300-talets senare del. Borgen, vars rester år 1907 mättes upp och dokumenterades av antikvarien Emil Eckhoff, bestod av ett stenhus med intilliggande träbyggnader. Runt omkring anläggningen fanns en försvarsvall. Stenhuset hade de ungefärliga måtten 11×17 meter och hade minst två våningar över marken.
Godset Djursholm är dokumenterat år 1418. Den första kända slottsherren var riksföreståndaren Nils Jönsson (Oxenstierna), som ägde Djursholm mellan 1418 och 1450. Det är inte känt varför borgen på Gamla Djursholm i början av 1500-talet flyttades några hundra meter till den nuvarande platsen för Djursholms slott. Av den gamla anläggningen återstår idag murrester efter medeltida hus. De synliga delarna är numera obetydliga. Vid en besiktning 1980 syntes på platsen ett murfragment på krönet av en kulle 20 meter i diameter och två meter hög.

## Senare historia

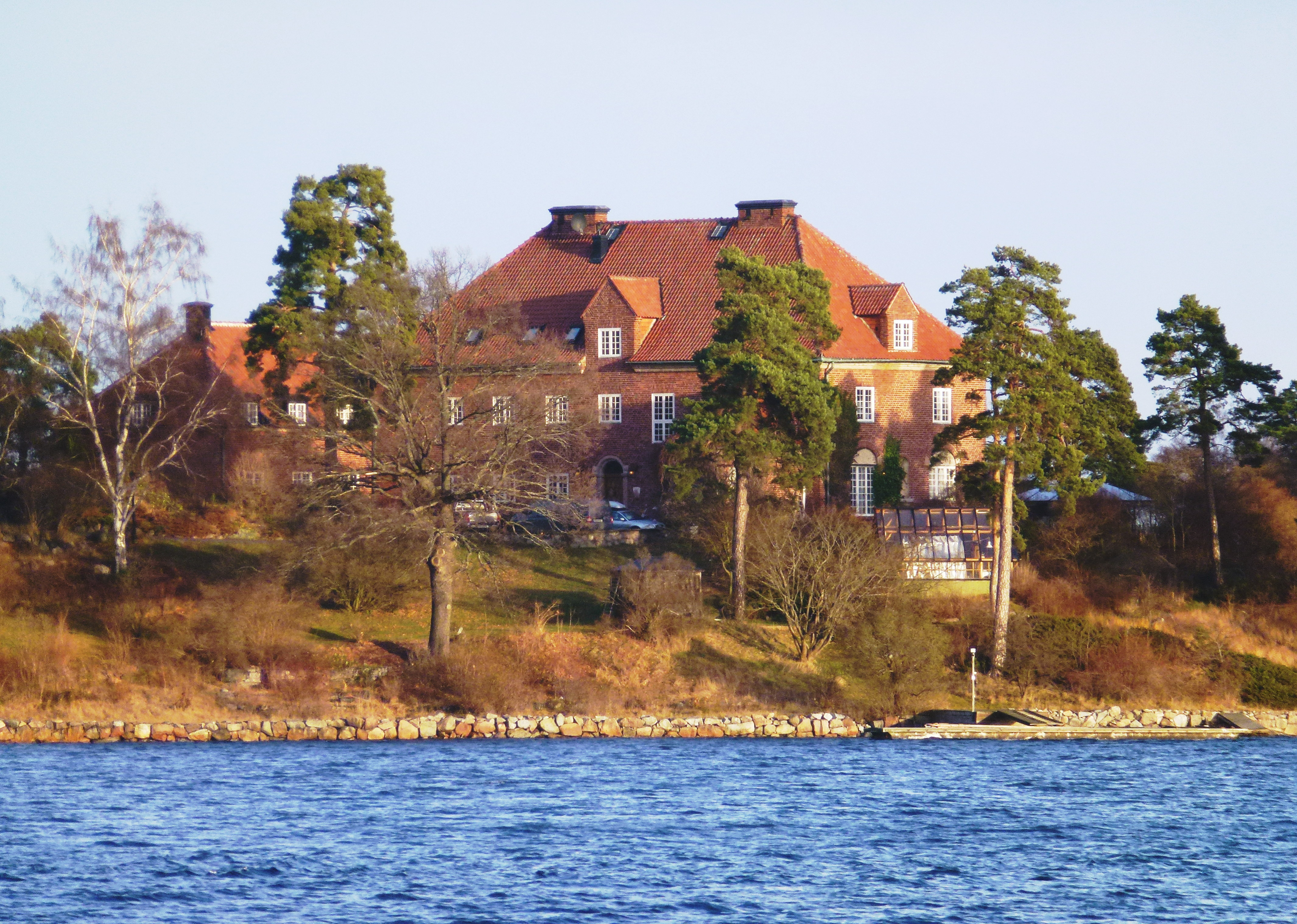
Villan på Gamla Djursholm av Carl Westman.

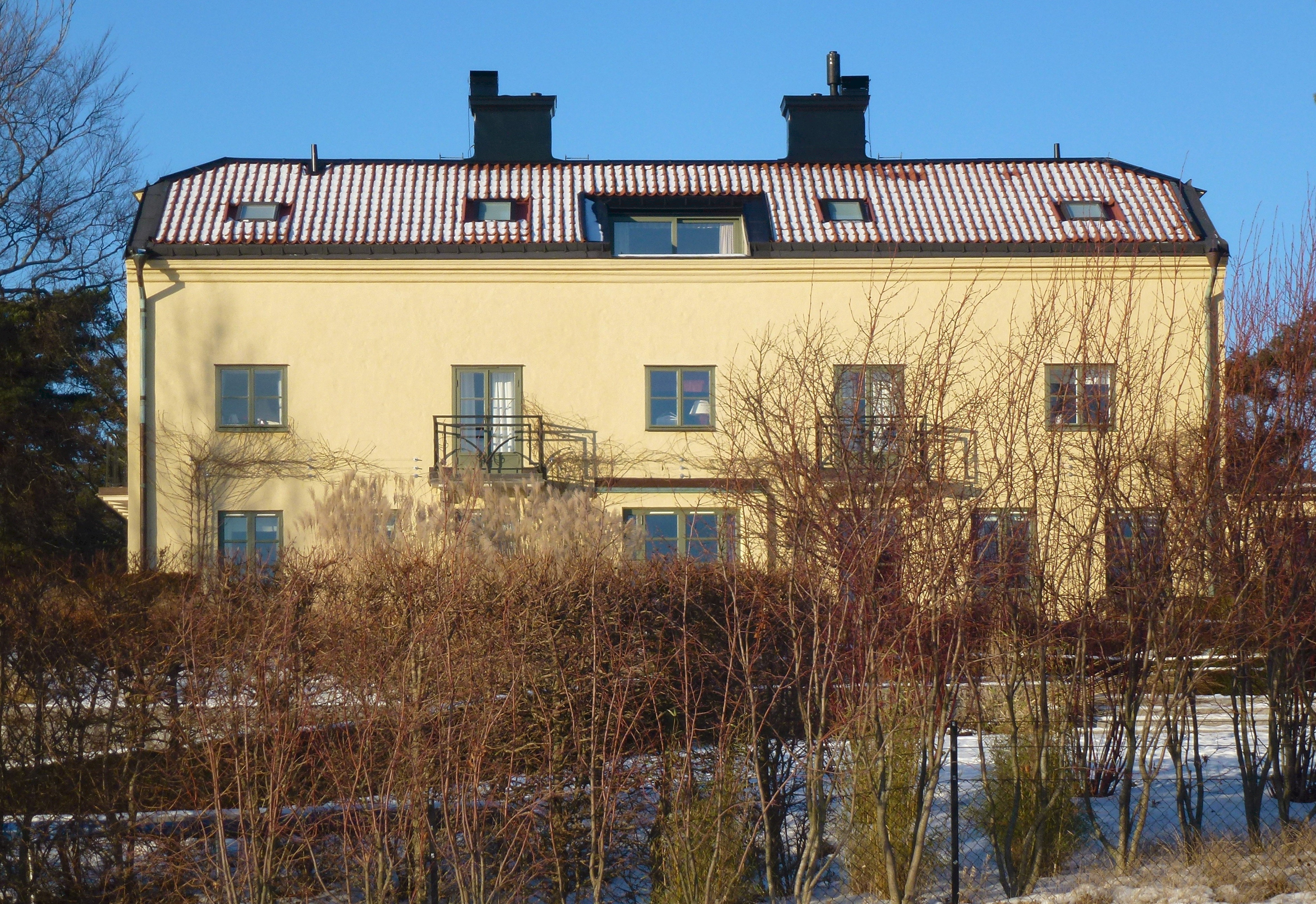
Villa Grimberg.

Under 1860-talet hade skådespelaren Johan Jolin ett sommarhus på halvön. Huset, som hade flyttats till Djursholm per båt från Småland, revs år 1897. Därefter byggde bankdirektör Carl Thorén en ny villa. Den köptes ungefär år 1907 av grosshandlare Ivan Traugott, som behöll den till 1914 då den revs.
Den nuvarande huvudbyggnaden på fastigheten Gamla Djursholm 1 är en tegelvilla i medeltidsromantisk stil. Det är en privatbostad som uppfördes år 1914 med Bror Fåhraeus som byggherre. Arkitekt var Carl Westman, som även ritat bland annat Stockholms rådhus. På 1920-talet köptes huset av bankdirektör Oscar Rydbeck, som var chef för Skandinaviska Kreditaktiebolaget, vilken var Ivar Kreugers bank. Rydbeck sålde år 1935 till affärsmannen Birger Dahlerus. Ytterligare ett ägarbyte skedde år 1977.
Halvön med huvudbyggnad och den gamla trädgårdsmästarbostaden köptes i februari 2021 av Spotifys grundare Daniel Ek, för 550-570 miljoner kronor. En större ombyggnad planeras för att återställa huvudbyggnaden till enbostadshus från att ha inretts med sex lägenheter under 1980-talet.
På fastigheten Gamla Djursholm 5, med adress Strandvägen 36/Fyrstigen 1, ligger Villa Grimberg i 1920-talsklassicistiskt stil. Den uppfördes åren 1925-1927 för historikern Carl Grimberg efter ritningar av arkitekt Carl-Otto Hallström. Byggnaden har år 2003 av Danderyds kommun klassats som ”värdefull”.